# Geoff Crossley
Geoffrey Crossley (1921. május 11. – 2002. január 7.) brit autóversenyző.

## Pályafutása
1950-ben a Formula–1-es világbajnokság két futamán vett részt. Jelen volt a sorozat első versenyén Silverstone-ban. 29 év 2 napos korával ő volt a mezőny legfiatalabb résztvevője a viadalon, ahol azonban már nem ért célba. Részt vett a szezon ötödik futamán, a belga nagydíjon is. Ezen a versenyen a győztes Juan Manuel Fangio mögött, öt kör hátrányban a kilencedik helyen zárt.
Több, a világbajnokság keretein kívül rendezett Formula–1-es futamon is rajthoz állt ebben az időszakban.

## Eredményei

### Teljes Formula–1-es eredménylistája
(Táblázat értelmezése)

(Félkövér: pole-pozícióból indult; dőlt: leggyorsabb kört futott) 

| Év   | Csapat            | Modell  | Motor    | 1      | 2   | 3   | 4   | 5     | 6   | 7   | Helyezés | Pont |
| ---- | ----------------- | ------- | -------- | ------ | --- | --- | --- | ----- | --- | --- | -------- | ---- |
| 1950 | Geoffrey Crossley | Alta GP | Alta L4s | GBR Ki | MON | 500 | SUI | BEL 9 | FRA | ITA | -        | 0    |

## Külső hivatkozások
- Profilja a grandprix.com honlapon (angolul)
- Profilja a statsf1.com honlapon (angolul)